# ویکتور برونر
ویکتور برونر (انگلیسی: Victor Brauner؛ ۱۵ ژوئن ۱۹۰۳ – ۱۲ مارس ۱۹۶۶) یک مجسمه‌ساز و نقاش سبک فراواقع‌گرایی فرانسوی - رومانیایی بود.